# Terricula cnephaeana
Terricula cnephaeana (Razowski, 2008) è una falena appartenente alla famiglia Tortricidae, diffusa in Vietnam.

## Descrizione
L'apertura alare è di 26 mm. Il colore di fondo delle ali è marrone grigiastro con una tonalità rosata indistinta. Le strigole (sottili striature) sono innumerevoli e marroni. I segni sono di colore marrone scuro e consistono in una macchia basale divisa in alcune parti e alcuni punti. I posteriori sono di colore grigio marrone.